# Franz Luis Karl Schulze

Franz Luis Karl Schulze

Franz Luis Karl Schulze (* 9. Februar 1856 in Osterburg; † 21. Dezember 1924 in Lübeck) war ein deutscher Kapitän und Schriftsteller.
Nach seiner Tätigkeit in der Handelsschifffahrt erhielt er 1883 die Berufung an die Seefahrtschule Lübeck, an der er 1891 zum Direktor ernannt wurde. 1911 verlieh ihm der Lübecker Senat den Titel eines Professors.
Zahlreiche Seeleute legten bei Schulze als Steuermann oder Kapitän ihr Examen ab. In Schriften, Aufsätzen und Vorträgen warb er für die Flotte und Seegeltung Deutschlands.
Felix Graf von Luckner erinnerte sich in seinem Buch „Seeteufel“ (1921) an seine Ausbildung bei Schulze.